# Hugo Johansson
Hugo Johansson (n. 16 iunie 1887, Stockholm, Suedia-Norvegia – d. 23 februarie 1977, Stockholm, Suedia) a fost un trăgător de tir ce a reprezentat Suedia, medaliat olimpic. A participat la 3 ediții ale Jocurilor Olimpice (1912, 1920, 1924) în care a câștigat două medalii de aur și 3 medalii de bronz.